# Eunicella verrucosa
Eunicella verrucosa es una especie de gorgonia de la familia Gorgoniidae, orden Alcyonacea.

## Morfología
Su esqueleto de gorgonina está anclado al sustrato por una amplia base, de la que crece un tallo de 0,8 cm de diámetro. La ramificación se produce entre 2 y 4 cm por encima de la base, y principalmente en un solo plano. La colonia está orientada en ángulos rectos a la corriente dominante del emplazamiento, con el fin de maximizar su capacidad filtradora del plancton en suspensión. Los pólipos de ocho tentáculos, y 3 mm de tamaño, son translúcidos, y brotan de la superficie de las ramas de unas protuberancias verrugosas. Las escleritas del cenénquima, o tejido colonial, son husos verrugosos en la parte interior y en forma de grupos de balones en la exterior.
Su color puede ser rosa, anaranjado o blanco.
Alcanzan los 50 cm de altura, aunque normalmente tienen 25 cm.

## Alimentación
Se alimenta de materia orgánica y plancton en suspensión.

## Reproducción
La fertilización es externa. Las larvas son lecitotróficas y de vida corta, asentándose al poco de eclosionar, con un potencial de dispersión entre 100 y 1000 m.
Es una especie de lento crecimiento y larga vida, entre 20 y 100 años. La edad se puede determinar por el número de anillos de su eje colonial, como en los árboles.

## Galería

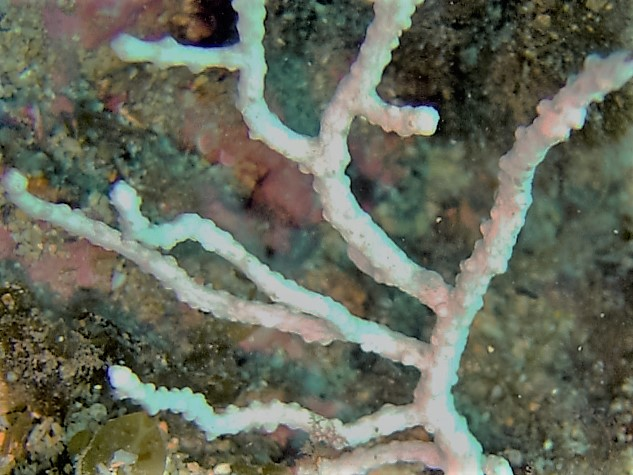
Detalle de las verrugas de sus ramas por las que emergen los pólipos
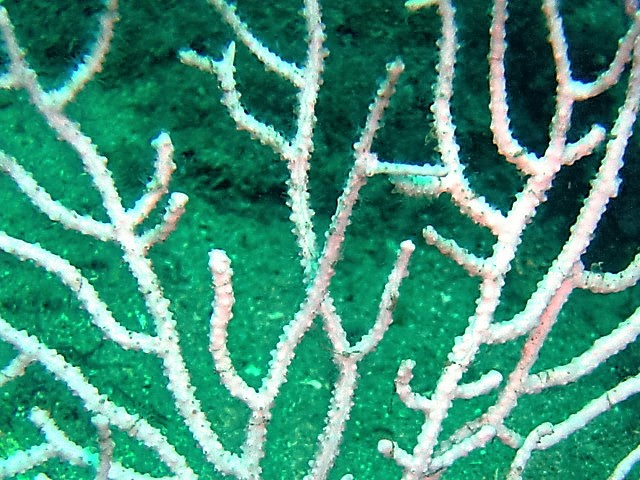
Ramificación en un solo plano
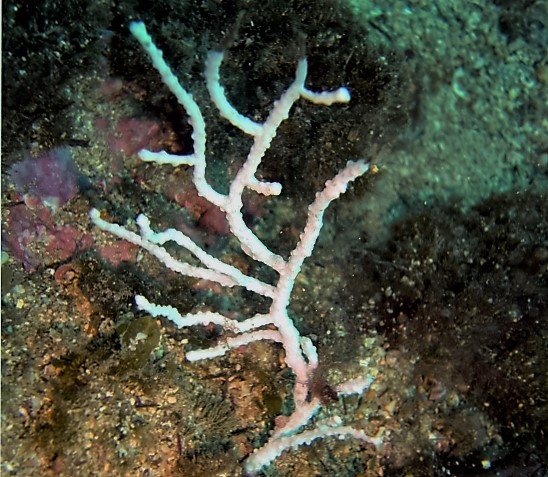
Colonia poco ramificada en Águilas, España
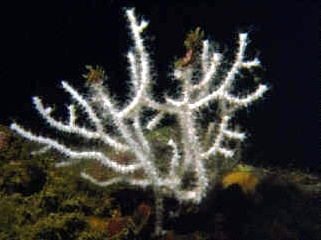
Colonia en Mahou, España
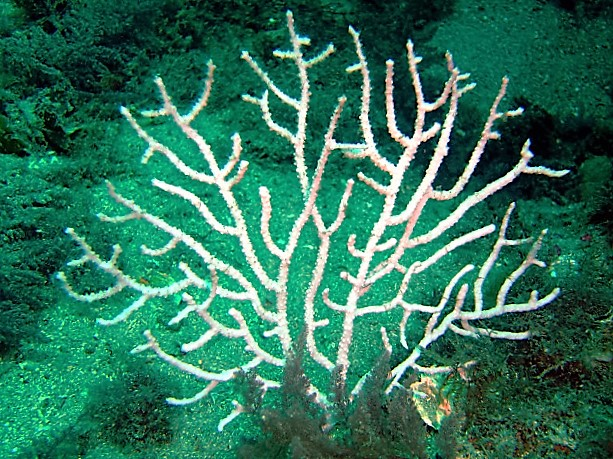
Colonia en Águilas
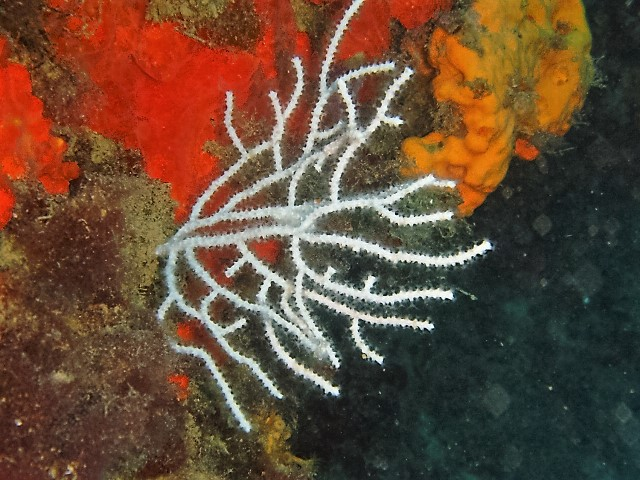
E. verrucosa en Altea, España
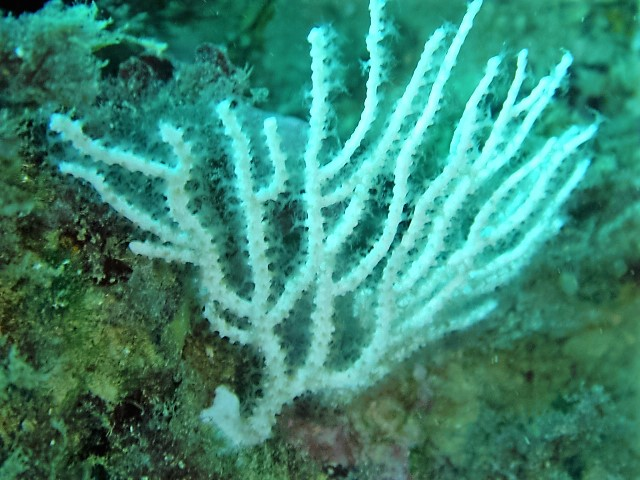
Colonia con pólipos expandidos, Altea

## Hábitat
Ocurren en sustratos rocosos, y en grandes piedras orientadas hacia arriba, en áreas con oleaje y corrientes moderados.
Su rango de profundidad es entre 4 y 50 m, aunque se reportan localizaciones entre 0 y 115 m, y en un rango de temperatura entre 10.62 y 24.38 °C.

## Distribución
Se distribuye en el Atlántico oriental y en el mar Mediterráneo, en Argelia, Escocia, España, Francia, Inglaterra, Irlanda, Marruecos, Mauritania, Portugal y Sahara oeste.